# Søren Rieks
Søren Krucov Rieks (Esbjerg, 7 aprile 1987) è un ex calciatore danese, di ruolo centrocampista.

## Carriera
Rieks ha iniziato la propria carriera professionistica tra le file dell'Esbjerg, società in cui aveva anche svolto tutta la trafila delle giovanili.
Aggregato alla prima squadra nel corso della stagione 2005-2006, ha collezionato le prime apparizioni nel corso del campionato dell'anno successivo.
La sua esplosione è però avvenuta nel 2007-2008 quando si è affermato con regolarità a centrocampo, chiudendo anche la stagione come miglior marcatore della sua squadra con sette reti, ex aequo con i compagni Martin Vingaard e Njogu Demba-Nyrén. Il 1º maggio 2008 ha giocato la finale di Coppa di Danimarca segnando una doppietta, resa però inutile dalla vittoria del Brøndby per 3-2. Nell'estate del 2008 ha firmato un rinnovo contrattuale fino al 2013. Il contributo di Rieks è stato molto importante per raggiungere la salvezza nel 2008-2009, con la squadra che nel frattempo aveva visto partire importanti giocatori come Demba-Nyrén, Stepanovs e Zimling, infortunarsi Östlund (rimasto fuori causa per quasi tutta la stagione) e avere un rendimento sotto le aspettative da Þorvaldsson. Rieks è rimasto all'Esbjerg anche nonostante la retrocessione giunta al termine del campionato 2010-2011, trovando la promozione già l'anno successivo quando è stato votato giocatore dell'anno della 1. Division.
Nell'estate del 2012 è stato ceduto agli olandesi del NEC, con cui ha firmato per tre anni. La sua permanenza nei Paesi Bassi è durata però due anni, visto che la squadra ha chiuso la Eredivisie 2013-2014 al penultimo posto ed è retrocessa.
Il 9 agosto 2014 Rieks è stato presentato come nuovo giocatore dell'IFK Göteborg. Durante i tre anni e mezzo di contratto ha collezionato 92 presenze in campionato e segnato 21 reti. Nel 2015 è stato il miglior realizzatore della squadra con 10 gol. Nel 2017 invece è sceso in campo in tutte e 30 le partite dell'Allsvenskan di quell'anno, chiusa dai biancoblu con un modesto 10º posto in classifica.
Scaduto il suo contratto nel dicembre 2017, Rieks non ha rinnovato con il Göteborg per passare a parametro zero ai campioni di Svezia in carica (nonché rivali) del Malmö FF. La scelta è stata pesantemente criticata non solo dai tifosi del Göteborg, ma anche da alcuni suoi ex compagni di squadra. Nella fase a gironi della UEFA Champions League 2021-2022 ha segnato il gol dell'1-1 nel pareggio contro lo Zenit, unico gol e unico punto della sua squadra in quel raggruppamento. Al Malmö ha trascorso sette annate, durante le quali si è laureato campione di Svezia per quattro volte. Si è ritirato dal calcio giocato al termine della stagione 2024.

## Statistiche

### Presenze e reti nei club
Statistiche aggiornate al 12 novembre 2023.
| Stagione        | Squadra         | Campionato      | Campionato | Campionato | Coppa nazionale | Coppa nazionale | Coppa nazionale | Coppe europee | Coppe europee | Coppe europee | Altre coppe | Altre coppe | Altre coppe | Totale | Totale |
| Stagione        | Squadra         | Comp            | Pres       | Reti       | Comp            | Pres            | Reti            | Comp          | Pres          | Reti          | Comp        | Pres        | Reti        | Pres   | Reti   |
| --------------- | --------------- | --------------- | ---------- | ---------- | --------------- | --------------- | --------------- | ------------- | ------------- | ------------- | ----------- | ----------- | ----------- | ------ | ------ |
| 2005-2006       | Esbjerg         | SL              | 1          | 0          | CD              | 0               | 0               | -             | -             | -             | -           | -           | -           | 1      | 0      |
| 2006-2007       | Esbjerg         | SL              | 11         | 0          | CD              | 1               | 0               | -             | -             | -             | -           | -           | -           | 12     | 0      |
| 2007-2008       | Esbjerg         | SL              | 27         | 7          | CD              | 2               | 2               | -             | -             | -             | -           | -           | -           | 29     | 9      |
| 2008-2009       | Esbjerg         | SL              | 28         | 5          | CD              | 0               | 0               | -             | -             | -             | -           | -           | -           | 28     | 5      |
| 2009-2010       | Esbjerg         | SL              | 30         | 6          | CD              | 2               | 0               | -             | -             | -             | -           | -           | -           | 32     | 6      |
| 2010-2011       | Esbjerg         | SL              | 27         | 6          | CD              | 2               | 0               | -             | -             | -             | -           | -           | -           | 29     | 6      |
| 2011-2012       | Esbjerg         | 1D              | 24         | 17         | CD              | 1               | 0               | -             | -             | -             | -           | -           | -           | 25     | 17     |
| ago. 2012       | Esbjerg         | SL              | 2          | 0          | CD              | -               | -               | -             | -             | -             | -           | -           | -           | 2      | 0      |
| Totale Esbjerg  | Totale Esbjerg  | Totale Esbjerg  | 150        | 41         |                 | 8               | 2               |               | -             | -             |             | -           | -           | 158    | 43     |
| ago.2012-2013   | NEC Nijmegen    | ED              | 28         | 2          | CO              | 1               | 0               | -             | -             | -             | -           | -           | -           | 29     | 2      |
| 2013-2014       | NEC Nijmegen    | ED              | 28+2       | 7          | CO              | 3               | 1               |               | -             | -             |             | -           | -           | 33     | 8      |
| Totale N.E.C.   | Totale N.E.C.   | Totale N.E.C.   | 58         | 9          |                 | 4               | 1               |               | -             | -             |             | -           | -           | 62     | 10     |
| 2014            | IFK Göteborg    | A               | 12         | 2          | CS              | 5               | 2               | UEL           | -             | -             | -           | -           | -           | 17     | 4      |
| 2015            | IFK Göteborg    | A               | 28         | 10         | CS              | 3               | 1               | UEL           | 4             | 0             | SS          | 0           | 0           | 35     | 11     |
| 2016            | IFK Göteborg    | A               | 22         | 4          | CS              | 5               | 7               | UEL           | 8             | 1             | -           | -           | -           | 35     | 12     |
| 2017            | IFK Göteborg    | A               | 30         | 5          | CS              | 0               | 0               | -             | -             | -             | -           | -           | -           | 30     | 5      |
| Totale Goteborg | Totale Goteborg | Totale Goteborg | 92         | 21         |                 | 13              | 10              |               | 12            | 1             |             | -           | -           | 117    | 32     |
| 2018            | Malmö           | A               | 26         | 10         | CS              | 6               | 0               | UCL+UEL       | 6+10          | 0             | -           | -           | -           | 48     | 10     |
| 2019            | Malmö           | A               | 27         | 9          | CS              | 5               | 1               | UEL           | 14            | 1             | -           | -           | -           | 46     | 11     |
| 2020            | Malmö           | A               | 25         | 5          | CS              | 0               | 0               | UEL           | 4             | 2             | -           | -           | -           | 29     | 7      |
| 2021            | Malmö           | A               | 18         | 6          | CS              | 6               | 0               | UCL           | 11            | 1             | -           | -           | -           | 35     | 7      |
| 2022            | Malmö           | A               | 15         | 2          | CS              | 1               | 0               | UEL           | 4             | 0             | -           | -           | -           | 46     | 2      |
| 2023            | Malmö           | A               | 28         | 3          | CS              | 4               | 1               | -             | -             | -             | -           | -           | -           | 32     | 4      |
| 2024            | Malmö           | A               | 20         | 3          | CS              | 1               | 1               | UCL+UEL       | 4+4           | 1+1           | -           | -           | -           | 29     | 6      |
| Totale Malmö    | Totale Malmö    | Totale Malmö    | 159        | 38         |                 | 23              | 3               |               | 57            | 6             |             | -           | -           | 234    | 47     |
| Totale carriera | Totale carriera | Totale carriera | 459        | 109        |                 | 48              | 16              |               | 69            | 7             |             | -           | -           | 576    | 132    |

### Cronologia presenze e reti in nazionale
| Cronologia completa delle presenze e delle reti in nazionale ― Danimarca | Cronologia completa delle presenze e delle reti in nazionale ― Danimarca | Cronologia completa delle presenze e delle reti in nazionale ― Danimarca | Cronologia completa delle presenze e delle reti in nazionale ― Danimarca | Cronologia completa delle presenze e delle reti in nazionale ― Danimarca | Cronologia completa delle presenze e delle reti in nazionale ― Danimarca | Cronologia completa delle presenze e delle reti in nazionale ― Danimarca | Cronologia completa delle presenze e delle reti in nazionale ― Danimarca |
| Data                                                                     | Città                                                                    | In casa                                                                  | Risultato                                                                | Ospiti                                                                   | Competizione                                                             | Reti                                                                     | Note                                                                     |
| ------------------------------------------------------------------------ | ------------------------------------------------------------------------ | ------------------------------------------------------------------------ | ------------------------------------------------------------------------ | ------------------------------------------------------------------------ | ------------------------------------------------------------------------ | ------------------------------------------------------------------------ | ------------------------------------------------------------------------ |
| 14-11-2009                                                               | Esbjerg                                                                  | Danimarca                                                                | 0 – 0                                                                    | Corea del Sud                                                            | Amichevole                                                               | -                                                                        | 80’                                                                      |
| 18-11-2009                                                               | Aarhus                                                                   | Danimarca                                                                | 3 – 1                                                                    | Stati Uniti                                                              | Amichevole                                                               | -                                                                        | 46’                                                                      |
| 3-3-2010                                                                 | Vienna                                                                   | Austria                                                                  | 2 – 1                                                                    | Danimarca                                                                | Amichevole                                                               | -                                                                        | 46’                                                                      |
| Totale                                                                   |                                                                          | Presenze                                                                 | 3                                                                        |                                                                          | Reti                                                                     | 0                                                                        |                                                                          |

## Palmarès

### Club

#### Competizioni nazionali
- Campionato svedese: 4

Malmö: 2020, 2021, 2023, 2024
- 1. Division: 1

Esbjerg: 2011-2012
- 2. Division: 1

Esbjerg: 2005-2006
- Coppa di Svezia: 3

IFK Göteborg: 2014-2015
Malmö: 2021-2022, 2023-2024